# تونينيو غيريرو
تونينيو غيريرو (بالبرتغالية: Toninho Guerreiro‏) هو لاعب كرة قدم برازيلي في مركز الهجوم، ولد في 10 أغسطس 1942 في باورو في البرازيل، وتوفي في 26 يناير 1990 في ساو باولو في البرازيل. شارك مع منتخب البرازيل لكرة القدم. أما مع النوادي، فقد لعب مع نادي سانتوس ونادي ساو باولو ونادي فلامنغو.
يعتبر من الهدافين التاريخيين لنادي سانتوس، وفاز معه بكوبا ليبرتادوريس وكأس الإنتركونتيننتال في 1963.

## وصلات خارجية
- تونينيو غيريرو على موقع قاعدة بيانات كرة القدم.إي يو (الإنجليزية)
- تونينيو غيريرو على موقع ناشيونال فوتبول تيمز (الإنجليزية)